# Greenwich (toneel)
Greenwich is een tragikomisch theaterstuk van de Vlaamse roman- en toneelschrijver Walter van den Broeck uit 1974 over de lotgevallen van een Vlaams arbeidersgezin.

## Samenvatting
Greenwich (lees: green, which?) wordt de arbeiderswijk van de metaalfabriek genoemd omdat er nergens nog gras wil groeien. Het is een buurt waar de tijd heeft stilgestaan: iedereen kent er elkaar en de sociale controle is enorm. En de kreupele Elza, die horloges herstelt, kan het eigenlijk niet meer hebben nu haar man Robert na een probleempje met een jukebox en een flipperkast ook weer eens werkloos is.
De familie Verachtert heeft in het algemeen een probleem met tijd. Andrea – die vooral aan liefdesverdriet lijdt - staat stil, Elza loopt een beetje voor, Miriam - die de huishouding doet en Andrea verzorgt - is van slag en Robert loopt behoorlijk achter, maar daar komt verandering in als Saturnino op bezoek komt om hun klokken gelijk te zetten.

## Commentaar
Greenwich is een tragikomedie met sterke dialogen en wordt beschouwd als een van de betere theaterstukken van van den Broeck. Het is door de jaren heen in menig Vlaams toneelgezelschap opgevoerd en in 1981 verfilmd.

## Verfilming
- 1981: Greenwich, Vlaamse televisiefilm van Roger De Wilde en Willy Vanduren met Walter Cornelis (Robert Verachtert), Liliane De Waegeneer (Miriam Verachtert), Guy Hostie, (Saturnio), Marleen Maes (Andrea verachtert) en Hilda Van Roose (Elsa Verveeken)